# Гряда руслова

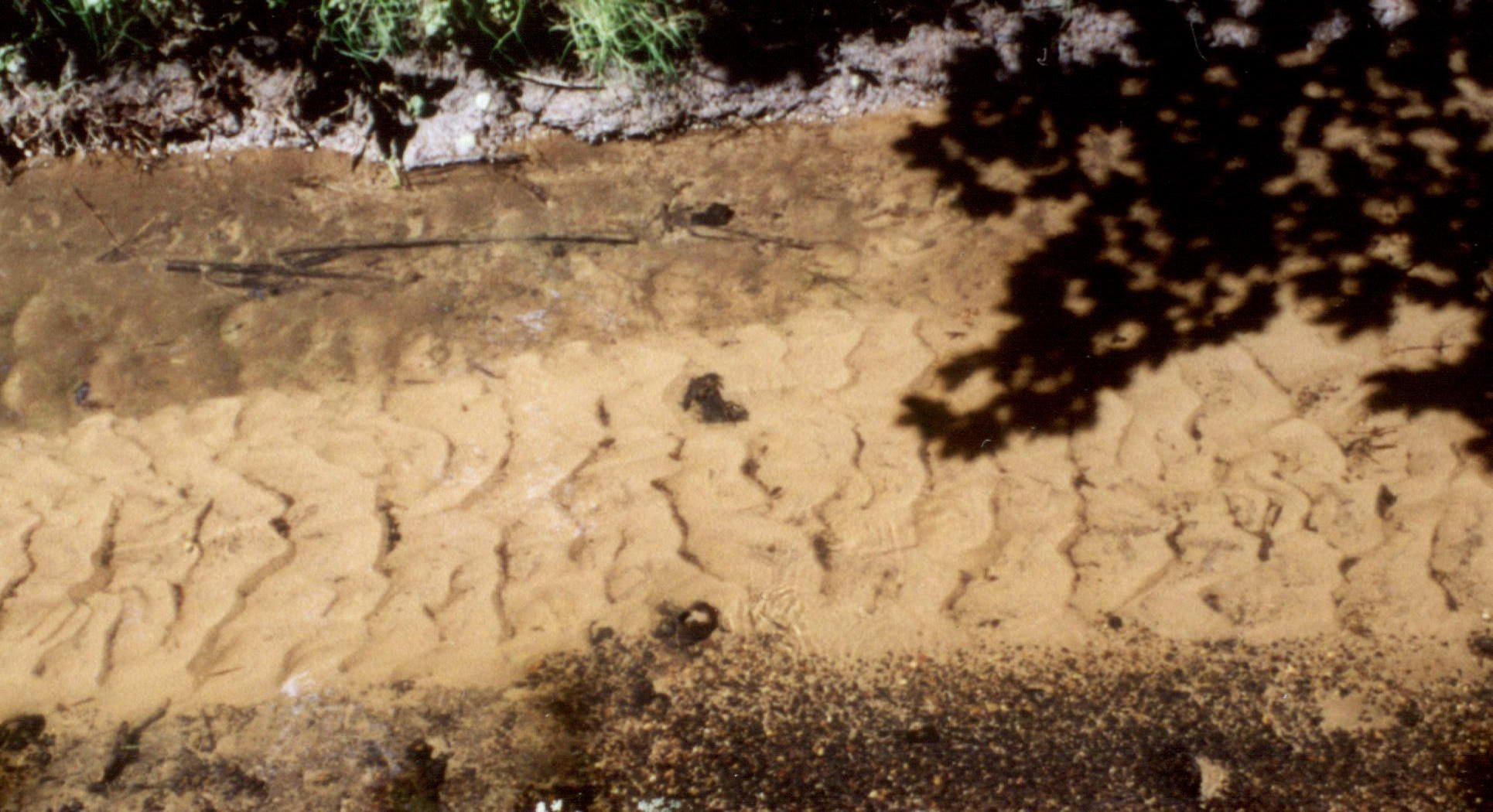
Гряди на дні водотоку.

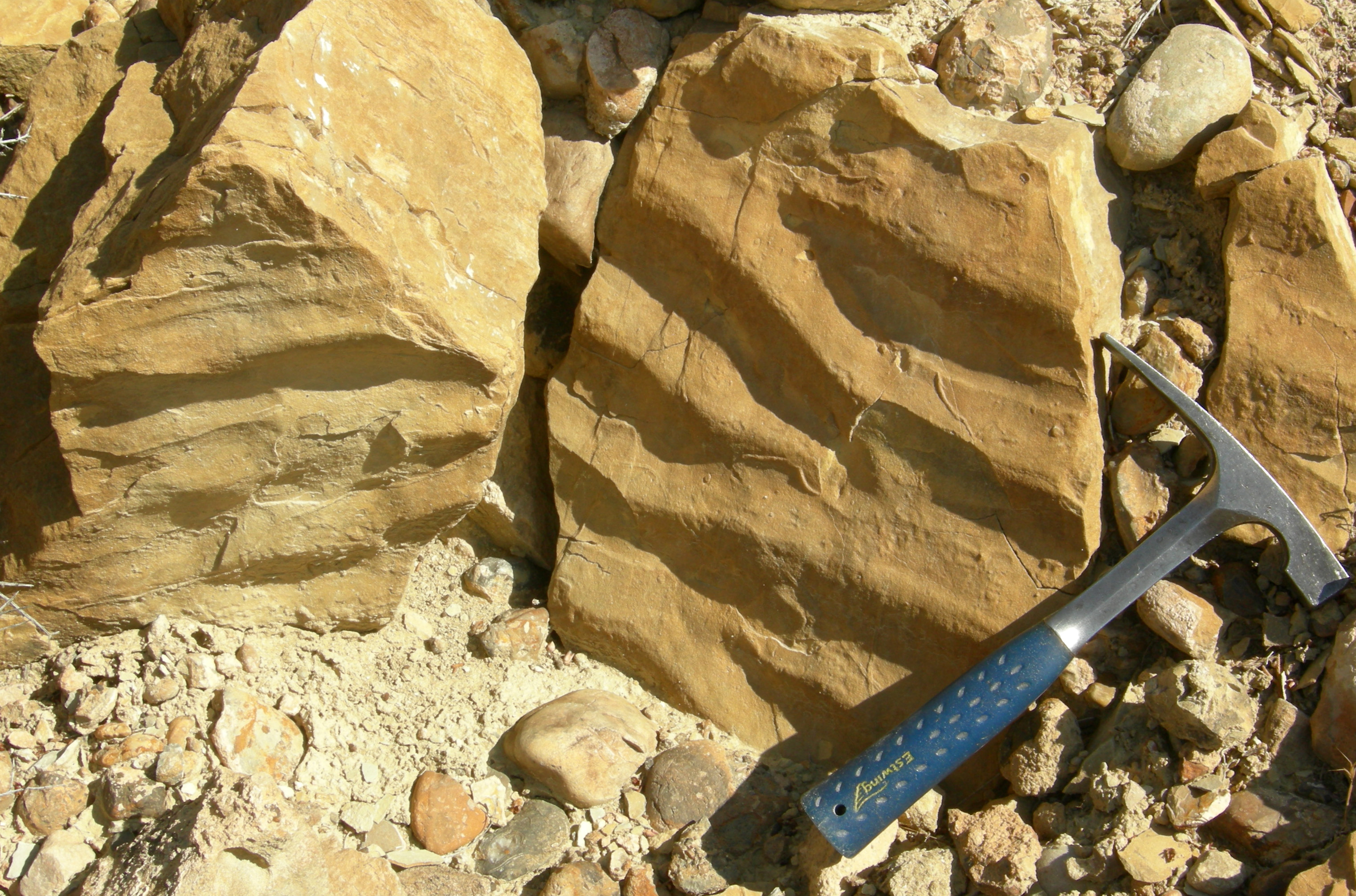

Руслові гряди — підвищення донного рельєфу витягнутої форми, що виникає в руслах водотоків, які здійснюють транспорт донних наносів.
У русі донних гряд виділяються кілька фаз:
- Відсутність гряд;
- Нормальні гряди;
- Змив гряд;
- Антидюни.

При переході плоского дна до хвилеподібного змінюється витрата наносів.
За формою повздовжного профілю (відношення висоти до довжини) розрізняють пласкі гряди, ріфелі, перекошені, круті та дуже пологі гряди.